# Taubaracna
Taubaracna foi um gênero fóssil de aranhas que viveu durante o Oligoceno na bacia de Taubaté, no Brasil. Media em torno de 5mm e o gênero possui apenas uma espécie conhecida: T. maculosa.